# Alien Soldier
Alien Soldier (яп. エイリアンソルジャー Эйриан Сорудзя:) — видеоигра в жанре run and gun, разработанная компанией Treasure и опубликованная Sega в 1995-м году для игровой приставки Sega Mega Drive в Японии и Европе. 
Игра неоднократно переиздавалась: в 2006-м году в Японии на PlayStation 2 в серии Sega Ages вместе с двумя другими играми разработчика — Gunstar Heroes и Dynamite Headdy, и в 2007-м году на Virtual Console по всему миру. С 2010 года игра доступна в составе сборника SEGA Mega Drive and Genesis Classics для платформ Linux, macOS, Windows, с 2018 — PlayStation 4, Xbox One и Nintendo Switch. В 2019 году она вошла в библиотеку игр ретро-консоли Sega Mega Drive Mini.

## Сюжет

Antroid, босс второго уровня

Сюжет игры разворачивается в 2015-м году. Могущественная террористическая группировка Scarlet, состоящая из генетически модифицированных существ, блокировала жителям Земли выход в открытый космос. В ходе секретной операции спецподразделению землян удалось обезвредить Epsilon-Eagle, бывшего главаря Scarlet, и поместить его под стражу в генную лабораторию, где изучались дети, обладающие сверхспособностями. Другой член группировки, Xi-Tiger, воспользовался возникшей сумятицей и захватил власть. Под его руководством группировка стала ещё более жестокой как к землянам, так и к собственным членам.
Дистанцировавшись от своих подчинённых, Xi-Tiger задумал нападение на Epsilon-Eagle, который к тому моменту находился в лаборатории землян в форме паразита на теле ребёнка. Удивлённый отсутствием злого умысла в сознании бывшего соратника, Xi-Tiger захватил заложницу и потребовал у Epsilon выйти из тела мальчика. Будучи вне себя от ярости, мальчик обернулся антропоморфным орлом, в сознании которого стремление к справедливости победило инородную силу. Почувствовав необычное в действиях Epsilon, Xi-Tiger убил заложницу и скрылся. Герой отправился за ним. С этого начинается игра.

## Геймплей
Геймплей Alien Soldier уникален соотношением количества боссов к общему игровому пространству. Всего игра насчитывает 31 сражение с боссами на протяжении 25 коротких уровней. Большинство из этих уровней не имеют иных врагов, помимо боссов.
Игра также характерна своей динамикой и расширенными возможностями управления игровым персонажем, частично заимствованными из Gunstar Heroes — предыдущего run and gun компании Treasure. К примеру, Epsilon-Eagle может зависать в воздухе, мгновенно телепортироваться в противоположный угол экрана (игнорируя при этом врагов и их атаки), блокировать пули, а также бегать по потолку и задом наперёд, что, в целом, нетипично для данного жанра.
Alien Soldier также пересекается с Gunstar Heroes двумя общими боссами — Melon Bread и Seven Force. Во время битвы с Seven Force звучит ремикс на оригинальную тему босса из Gunstar Heroes.
На выбор игроку представлены два уровня сложности — «Supereasy» и «Superhard». Последний является режимом по умолчанию, и на нём невозможно использование паролей и продолжений (англ. continues).
Игра точно подсчитывает статистику каждой игровой сессии и выводит её на экран после победы или поражения. В том числе учёту подлежит общее игровое время (до победы либо до проигрыша) и время, потраченное игроком на прохождение каждого отдельного уровня.

## Награды и упоминания
| Сводный рейтинг    | Сводный рейтинг |
| Агрегатор          | Оценка          |
| ------------------ | --------------- |
| GameRankings       | 82 %            |
| Иноязычные издания |                 |
| Издание            | Оценка          |
| Eurogamer          | 8/10            |
| Famitsu            | 24/40           |
| GameSpot           | 8/10            |
| IGN                | 8/10            |
| Nintendo Life      | 8/10            |

В 2010-м году игра завоевала место в игровой секции Книги рекордов Гиннесса в категории «наибольшее число боссов в игре жанра run and gun на час игрового времени».